# مافدت
مافدت أحد آلهة الأساطير المصرية على هيئة قط، وهي رمز للشفاء، لكل من الجسم والعقل.
ارتبطت أيضًا بحماية غرف الملك والأماكن المقدسة الأخرى، وكذلك بالحماية من الحيوانات السامة.